# Ausschüsse des Sächsischen Landtags
Der Sächsische Landtag hat mehrere Arten von Ausschüssen. Die Ausschüsse werden nach Fraktionsstärke gebildet, wobei mindestens jede Fraktion ein Mitglied entsendet.

## Fachausschüsse
In den Fachausschüssen findet die Sacharbeit statt. Hier wird Beratung und Beschlussfassung des Landtags vorbereitet.
| Ausschuss                                                                 | Vorsitzender     | Stellv. Vorsitzender |
| ------------------------------------------------------------------------- | ---------------- | -------------------- |
| Ausschuss für Inneres und Sport                                           | Ronald Pohle     | Lars Kuppi           |
| Haushalts- und Finanzausschuss                                            | Holger Hentschel | Aloysius Mikwauschk  |
| Ausschuss für Wissenschaft, Hochschule, Medien, Kultur und Tourismus      | Claudia Maicher  | Franz Sodann         |
| Ausschuss für Regionalentwicklung                                         | André Barth      | Ingo Flemming        |
| Ausschuss für Schule und Bildung                                          | Christopher Hahn | Susan Leithoff       |
| Ausschuss für Energie, Klimaschutz, Umwelt und Landwirtschaft             | Ines Springer    | Volkmar Zschocke     |
| Ausschuss für Verfassung und Recht, Demokratie, Europa und Gleichstellung | Marko Schiemann  | Hanka Kliese         |
| Ausschuss für Wirtschaft, Arbeit und Verkehr                              | Ines Saborowski  | Tobias Keller        |
| Ausschuss für Soziales und Gesellschaftlichen Zusammenhalt                | Susanne Schaper  | Doreen Schwietzer    |

## Ständige Ausschüsse
| Ausschuss                                                    | Aufgabe                                                                              |
| ------------------------------------------------------------ | ------------------------------------------------------------------------------------ |
| Bewertungsausschuss                                          | Analyse der Unterlagen über Stasi-Belastungen bei Abgeordneten                       |
| Petitionsausschuss                                           | Petitionen, Bitten bzw. Beschwerden von Bürgern über Verwaltungsmaßnahmen von Ämtern |
| Ausschuss für Geschäftsordnung und Immunitätsangelegenheiten | Änderungen der Geschäftsordnung sowie Beschlüsse für Immunitätsangelegenheiten       |
| Wahlprüfungsausschuss                                        | Gültigkeit der Wahl                                                                  |

## Untersuchungsausschüsse
Untersuchungsausschüsse sind zeitlich befristet und beschäftigen sich mit einem bestimmten Sachverhalt. 
In der 7. Wahlperiode (ab 1. Oktober 2019) gab es bisher folgende Untersuchungsausschüsse
1. Verstrickung der Staatsregierung in die Kürzung der AfD-Landesliste

## Enquete-Kommissionen
Eine Enquete-Kommission kann bei sehr wichtigen und komplexen Sachverhalten eingesetzt werden.